# 耒耜
耒耜（現代標準漢語：垒寺；汉语拼音：lěisì；注音符號：ㄌㄟˇ　ㄙˋ）是中国传说中由神农氏发明的中国最早的两种翻土播种用的农具。
《易经·系辞》说，神农“斫木为耜，揉木为耒，耒耜之利，以教天下”。《礼含文嘉》说，神农“始作耒耜，教民耕种”。
耒是一根尖头木棍加上一段短横梁。使用时把尖头插入土壤，然后用脚踩横梁使木棍深入，然后翻出。改进的耒有两个尖头或有省力曲柄。
耜类似耒，但尖头成了扁头（耜冠），类似今天的锹、铲。其材料从早期的木制发展出石质、骨质或陶质。
耒耜的发明提高了耕作效率。耒耜也是后来犁的前身，所以有人仍称犁为耒或耒耜。

## 外部連結
[在维基数据编辑]
 《欽定古今圖書集成·經濟彙編·考工典·耒耜部》，出自陈梦雷《古今圖書集成》